# Остап'є (Тернопільський район)

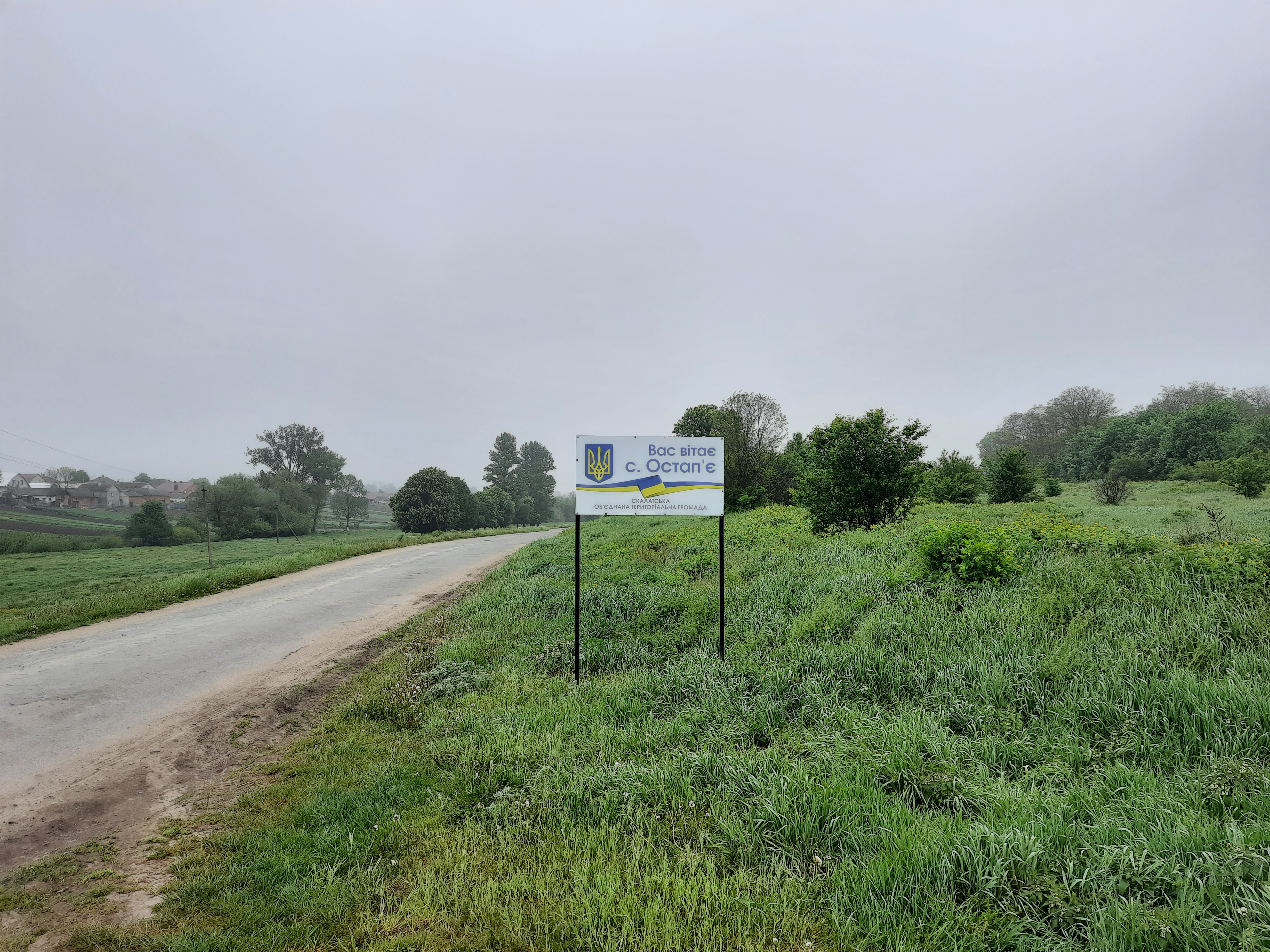
В'їзд у село

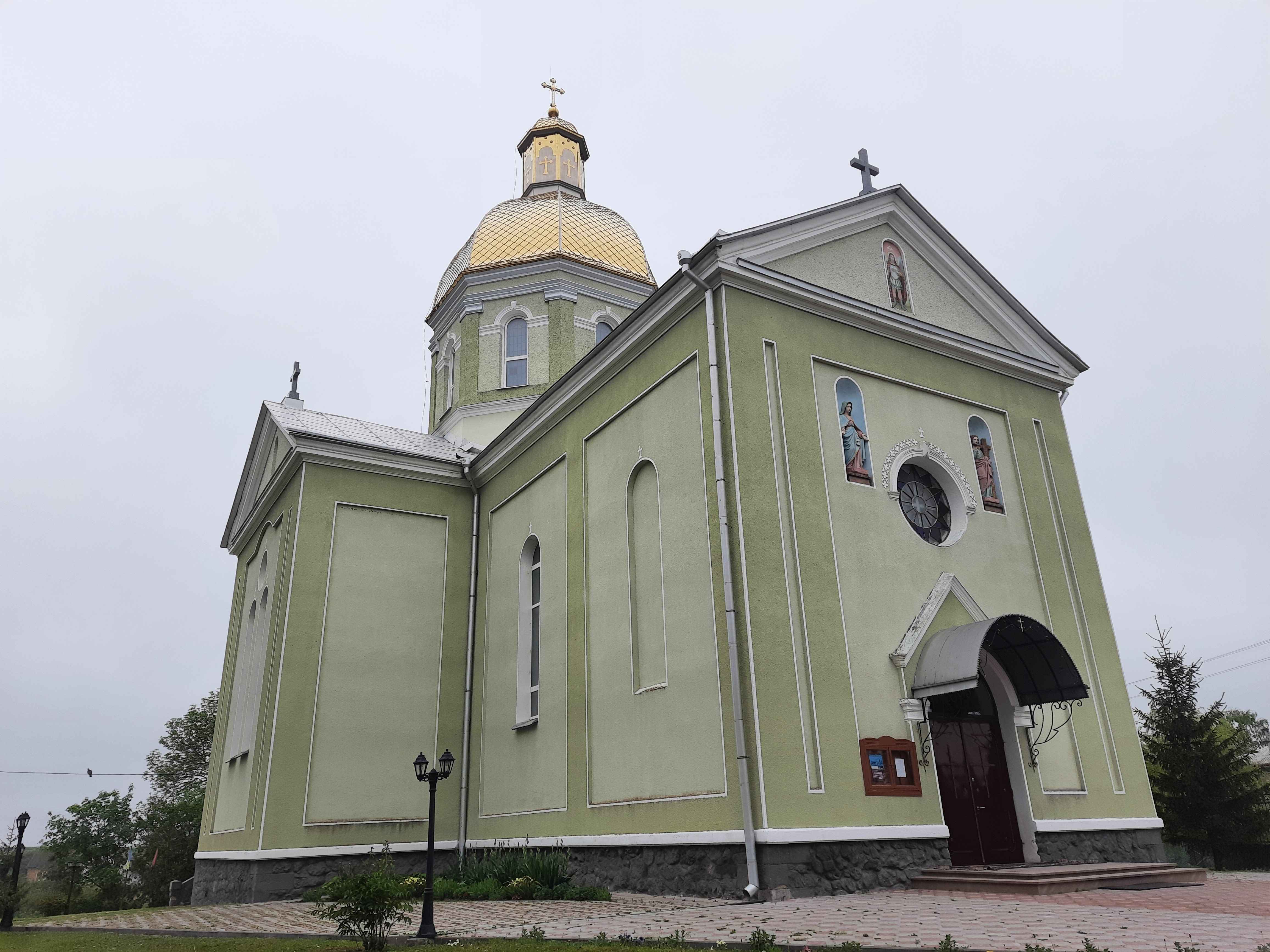
Церква Святого Архістратига Михаїла

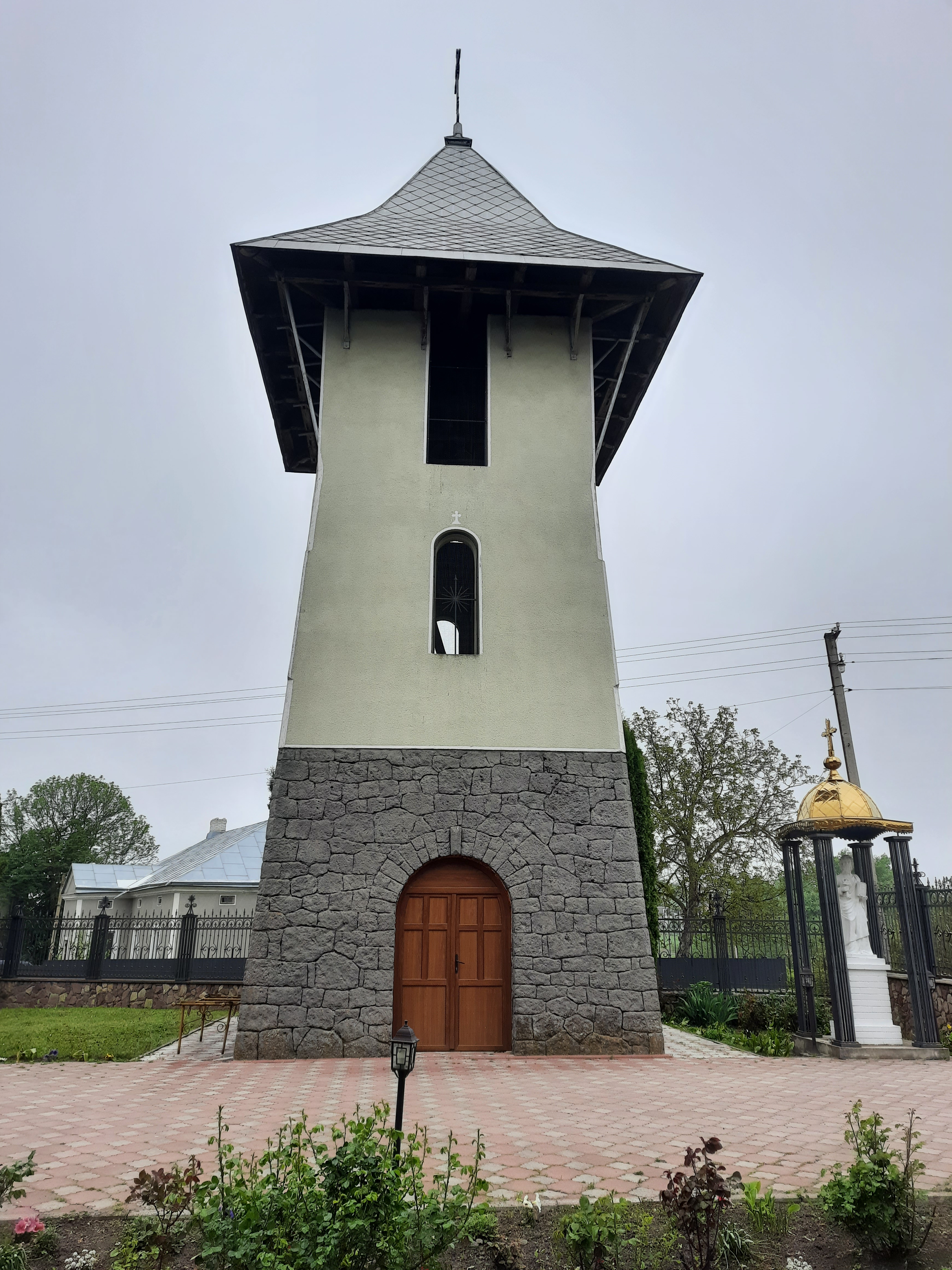
Дзвіниця церкви Святого Архістратига Михаїла

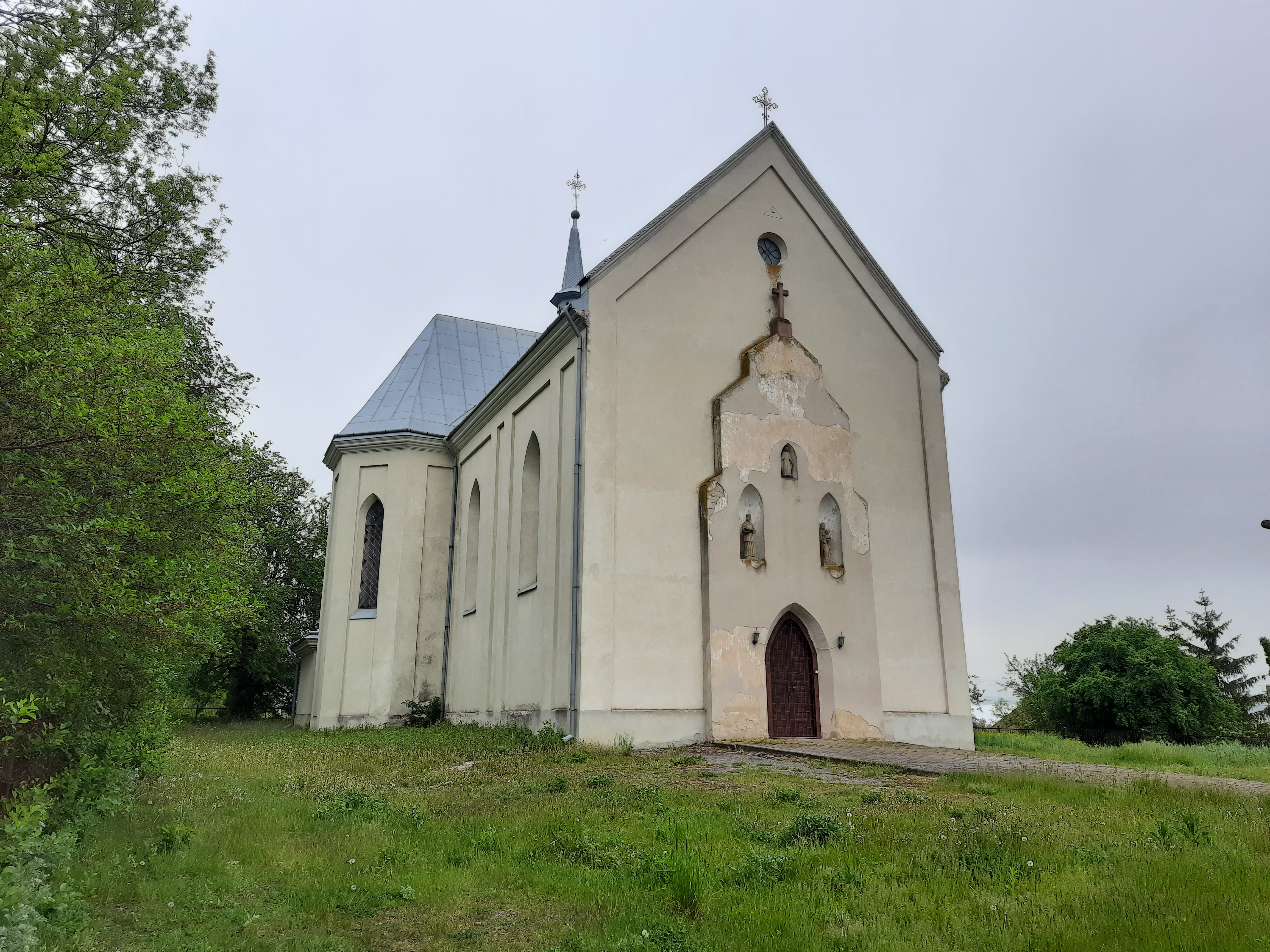
Костел Матері Божої Неустанної Допомоги i св. Вацлава

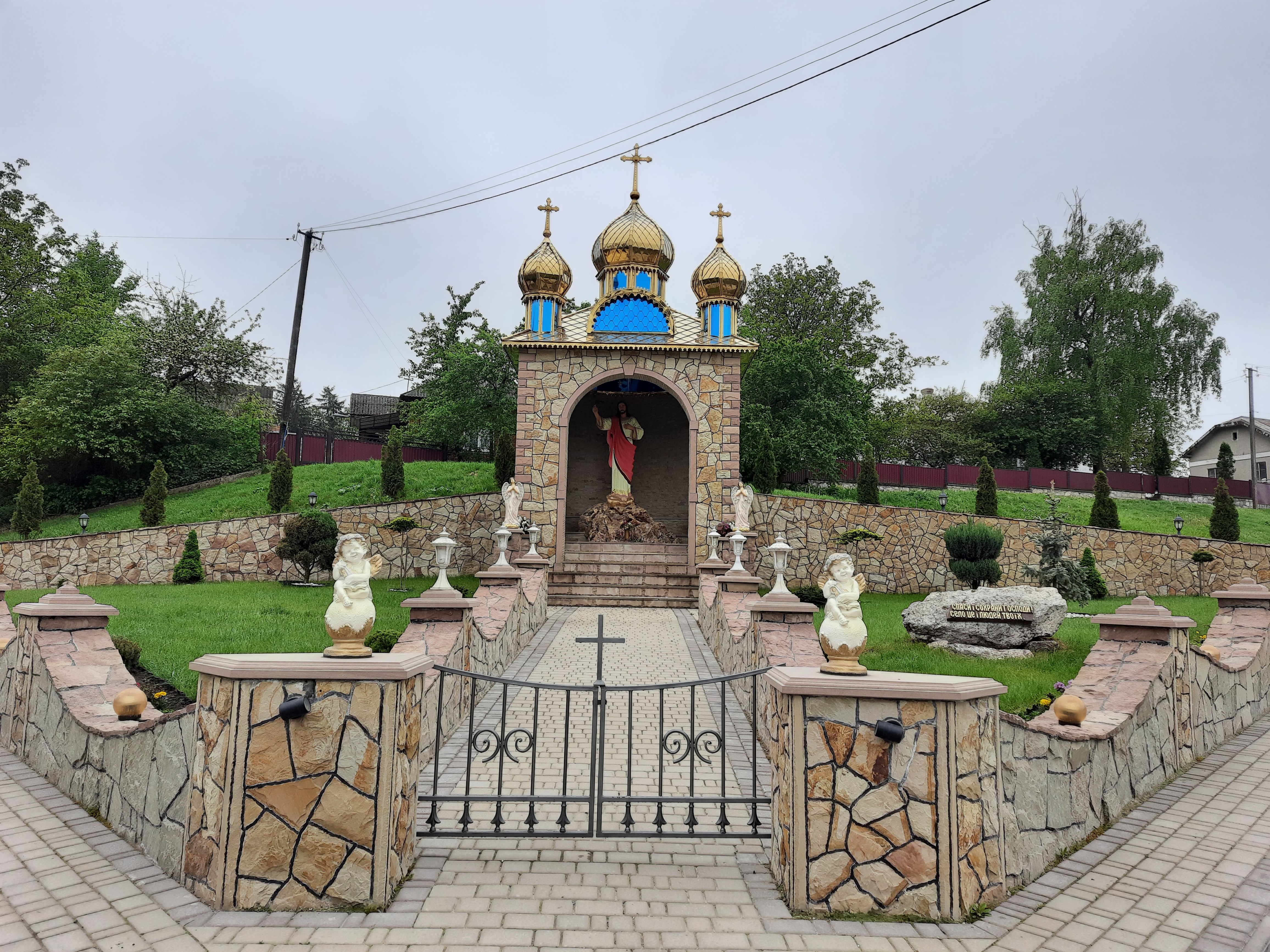
Капличка

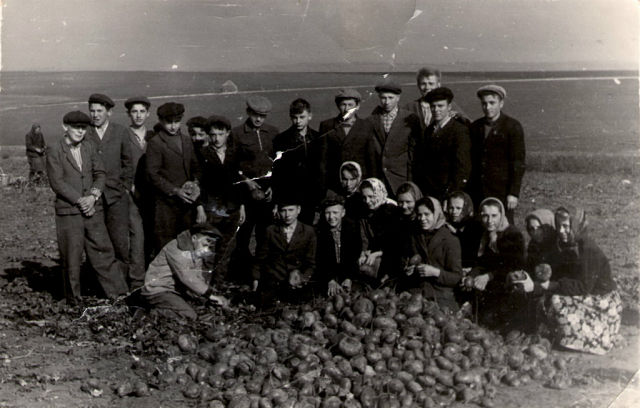
Учні Остап`ївської середньої школи на буряках. 60-ті роки

Оста́п'є — село в Україні, у Скалатській міській громаді Тернопільського району Тернопільської області.  Адміністративний центр колишньої Остап'ївської сільської ради.
Від вересня 2015 року ввійшло у склад Скалатської міської громади. Розташоване на півдні району.
Населення — 1785 осіб (2001).

## Історія
Поблизу села виявлено археологічні пам'ятки підкарпатської культури шнурової та багатопружкової кераміки.
Перша писемна згадка — 1560.
Діяли «Просвіта», «Луг», «Сільський господар», «Союз українок», «Рідна школа» та інші товариства, кооператива.
14 липня 2015 року ввійшло у склад Скалатської міської громади.
12 червня 2020 року, відповідно до розпорядження Кабінету Міністрів України  № 724-р «Про визначення адміністративних центрів та затвердження територій територіальних громад Тернопільської області», село увійшло до складу Скалатської міської громади.

19 липня 2020 року в результаті адміністративно-територіальної реформи та ліквідації Підволочиського району, село увійшло до складу новоствореного Тернопільського району.
Перші відомості про школу в Остап’ї маємо з 1852 року, що і вважається роком її заснування.
Йшли роки, школа переходила то під владу поляків, то під владу німців. Навчання було чотирирічним, після Великої Вітчизняної війни стало семирічним. З 1 вересня 1955 року відкрито середню (десятирічну) школу, почав працювати 8 клас.
Ініціатором відкриття середньої школи в Остап’ї був Марин Михайло Михайлович – майбутній учитель української мови та літератури, директор школи Рибачук Іван Филимонович, батьки учнів. У 1958 році був перший випуск учнів, які закінчили середню школу в с. Остап’є.
Зростало село, дітей шкільного віку ставало дедалі більше. Стара школа не могла прийняти таку кількість учнів. Постало питання про будівництво нової школи. Так 1 вересня 1987 року діти отримали чудовий подарунок – нову красуню-школу.
          Директори школи:
Малишевська Марія Павлівна, фронтовичка,направлена в школу директором в останні роки війни. Росіянка. Була добрим і мудрим керівником, чуйна і людяна в ставленні до школярів, батьків. Працювала 2-3-роки та виїхала з Остап’я.
Директором школи став Довгань Василь Васильович. Працював приблизно до 1950 року. Секретаркою тоді працювала Сарабун (Федак) Яніна Теодорівна.
Потім директором школи був призначений Рибачук Іван Филимонович, який пропрацював на цій посаді до кінця 1962-1963 навчального року. Завучем був Фалендиш Лев Теодорович. Потім Романів Надія Григорівна. На літні канікули було тимчасово призначено виконувачем обов’язків директора школи вчительку математики Кубай Ольгу Іванівну. За неї розпочалося будівництво «червоної» школи.
З початку 1963-1964 навчального року директором школи було призначено Власенка Володимира Володимировича. Він закінчив будівництво «червоної» школи. Завучем була Романів Надія Григорівна. Потім Власенко вибув, директором був Вергун Василь Михайлович. Завучем з ним 1 рік працювала Марин Анастасія Михайлівна, потім Дідик Євгенія Лазарівна, пізніше – Бугір Ілля Дмитрович.
У 1970 році повернувся знову Власенко В. В. директором, Вергун В. М. став завучем. У 1972 році, 22 серпня завучем було призначено Низдропу Ольгу Дмитрівну, а Вергуна В. М. переведено на військового керівника.
З 10 березня по 23 травня 1980 року Власенко не працював директором у зв’язку з обранням його головою сільської ради. Директором школи протягом цього часу працювала Низдропа О. Д., а завучем – Марин А. М. І так Власенко В. В. працював директором школи до 19 грудня 1990 року. Його замінив на посаді директора Мишковський Василь Іванович, який пропрацював на цій посаді до вересня 1991 року.
З вересня 1991 року директором школи було призначено учителя трудового навчання Антонюка Станіслава Карловича, а з 11 листопада Чомко Дарію Теодорівну, учителя початкових класів, учителя математики було призначено завучем школи. А Низдропа О. Д. перейшла працювати вчителем математики.
Антонюк С. К. працював директором до 1 грудня 1993 р., тоді перейшов працювати вчителем трудового навчання, а директором школи з 1 грудня 1993 року призначено вчителя
математики Низдропу О. Д., яка пропрацювала на цій посаді до 12 серпня 2004 року. Знову директором школи призначено вчителя трудового навчання Антонюка С. К. Низдропа О. Д. залишилася на посаді вчителя християнської етики.
В Остап’ївській ЗОШ  І – ІІІ ступенів успішно працює ряд кабінетів: історії, хімії, української мови, математики, біології, інформатики, кабінет народознавства, де зібрано багатющий матеріал: вишиванки, образи, яким понад сто років, знаряддя праці, побутові речі, справжня піч, колиска, музичні інструменти, стодола під стріхою, жорна тощо.
Особливим святом в житті школи була зустріч 26 липня 2008 року перших випускників 10-го класу 1958 року Остап’ївської школи, які зустрілися в рідних стінах через 50. літ.

## Населення

### Мова
Розподіл населення за рідною мовою за даними перепису 2001 року:
| Мова       | Кількість | Відсоток |
| ---------- | --------- | -------- |
| українська | 1782      | 99.83%   |
| російська  | 2         | 0.11%    |
| білоруська | 1         | 0.06%    |
| Усього     | 1785      | 100%     |

## Пам'ятки
- символічна могила УСС
- Православна церква України
- церква святого архістратига Михаїла (1900 р., мурована, УГКЦ)
- костел Матері Божої Неустанної Допомоги i святого Вацлава (1905 р.)
- пам'ятний знак на честь скасування панщини в Австро-Угорській імперії 1848 року
- скульптури:
  - Ісуса Христа (1991 р.)
  - Божої Матері (відновлена 1995 р.).
- пам'ятник воїнам-односельцям, полеглим у німецько-радянській війні (1966 р., скульптор Я.Ягода).

## Соціальна сфера
Працюють ЗОШ 1-3 ступ., Будинок культури, бібліотека, ФАП, відділення зв'язку, торговельні заклади, також є стадіон що знаходиться біля школи.

## Відомі люди

### Народилися
- науковець Р. Васько
- український громадський діяч, доктор Слюзар Роман[5]

Ярослав Фучило — академік Лісівничої академії наук України
Ярослав Козак  - художник

## Працювали
- Скоморовський Келестин (1820—1866) — український письменник, греко-католицький священик, поет, мовознавець, перекладач, парох села у 1849—1866.
- Герой Соціалістичної Праці П. Макаров.